# Nagy fűrészesrája
A nagy fűrészesrája vagy fűrészhal (Pristis pectinata) a porcos halak (Chondrichthyes) osztályának a Rhinopristiformes rendjébe, ezen belül a fűrészesrájafélék (Pristidae) családjába tartozó faj.

## Előfordulása
A nagy fűrészesrája a Föld három óceánjában megtalálható. Az Atlanti-óceán nyugati részén, az USA-i Észak-Karolinától Bermudán, a Mexikói-öblön és a Karib-tengeren keresztül Argentínáig fordul elő. Ugyanez óceán keleti részén az elterjedési területe Gibraltártól Namíbiáig tart; lehet, hogy a Földközi-tengerben is van állománya. Az Indiai-óceánban a Vörös-tengertől és Kelet-Afrikától a Fülöp-szigetekig található meg. A Csendes-óceán nyugati részén is előfordul, azonban ugyanez óceán keleti részén, a nagy fűrészesrája jelenléte, csak feltételezett.

## Megjelenése
A hal testhossza 540-760 centiméter, legnagyobb testtömege 350 kilogramm. A hosszú, lapos pengeszerű „csőrén”, 24-32 fogpár látható. Nagy farokúszóján nincsen alsó nyúlvány. Testszíne a szürkétől a feketés-barnáig változik; oldala és úszói világosabbak. Hasi része a fehértől a szürkés-fehérig változik, de világos sárga is lehet.

## Életmódja

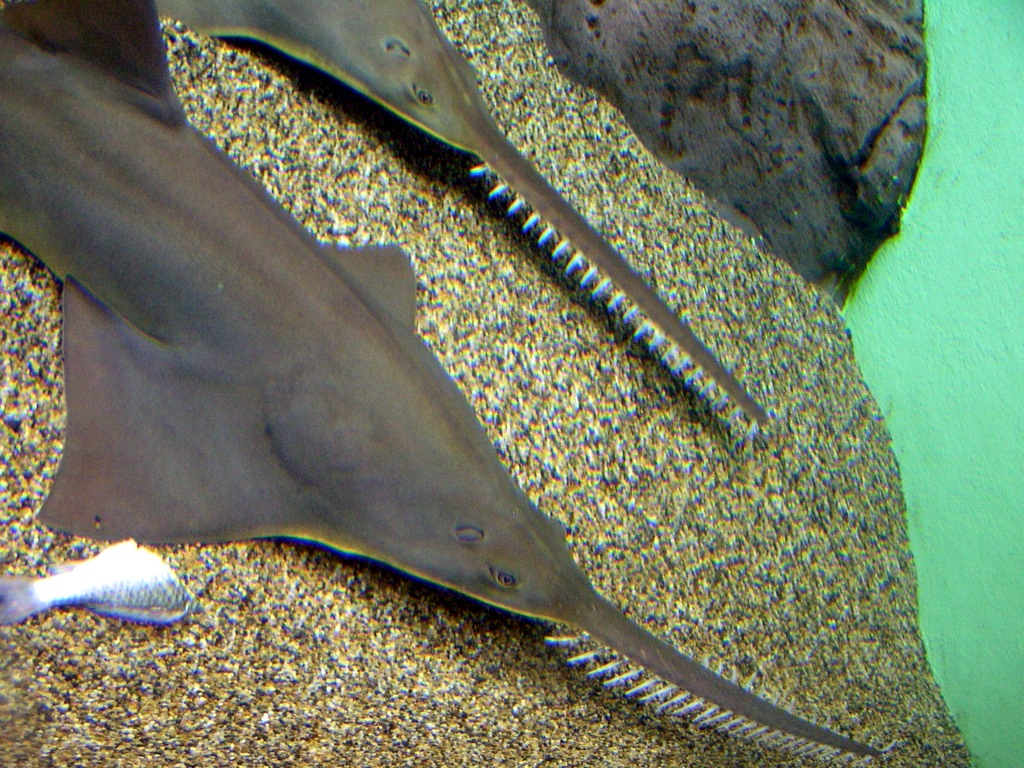
A feje és a lapos pengeszerű „csőre”

Egyaránt megél sós-, édes- és brakkvízben is. Nagyjából a trópusi és szubtrópusi óceánok lakója, de lagúnákban, öblökben, folyótorkolatokban és tavakban is megtalálható. 10 méternél mélyebbre, nemigen merül le. Fűrészszerű orrnyúlványával az aljzaton keresgéli gerinctelenekből és halakból álló táplálékát.

## Szaporodása
Anadrom vándorhal, a folyókba úszik ívni. A nagy fűrészesrája ál-elevenszülő, vagyis a hím által megtermékenyített peték, a nőstény petefészek vezetékének üregében fejlődnek ki. Ha eljön a szülés ideje, az anya kitolja az érett petéket (ikrákat). A belső nyomástól feszülő ikraburok a szülés pillanatában szétreped, és a kis halivadék a szülőcsatornából a szó szoros értelmében, általában farokkal előre, kilökődik az anya testéből.

## Felhasználása
Ipari mértékű halászata nincs, azonban a sporthorgászok kedvelik. Húsa ehető; halolajából gyógyszert és szappant készítenek, a bőriparban is használják. A kifogott felnőtt példányokat kitömik.
Ha az akváriumban cápák is vannak, a nagy fűrészesrája rájuk támadhat.